# Maria Luise Albertine zu Leiningen-Dagsburg-Falkenburg

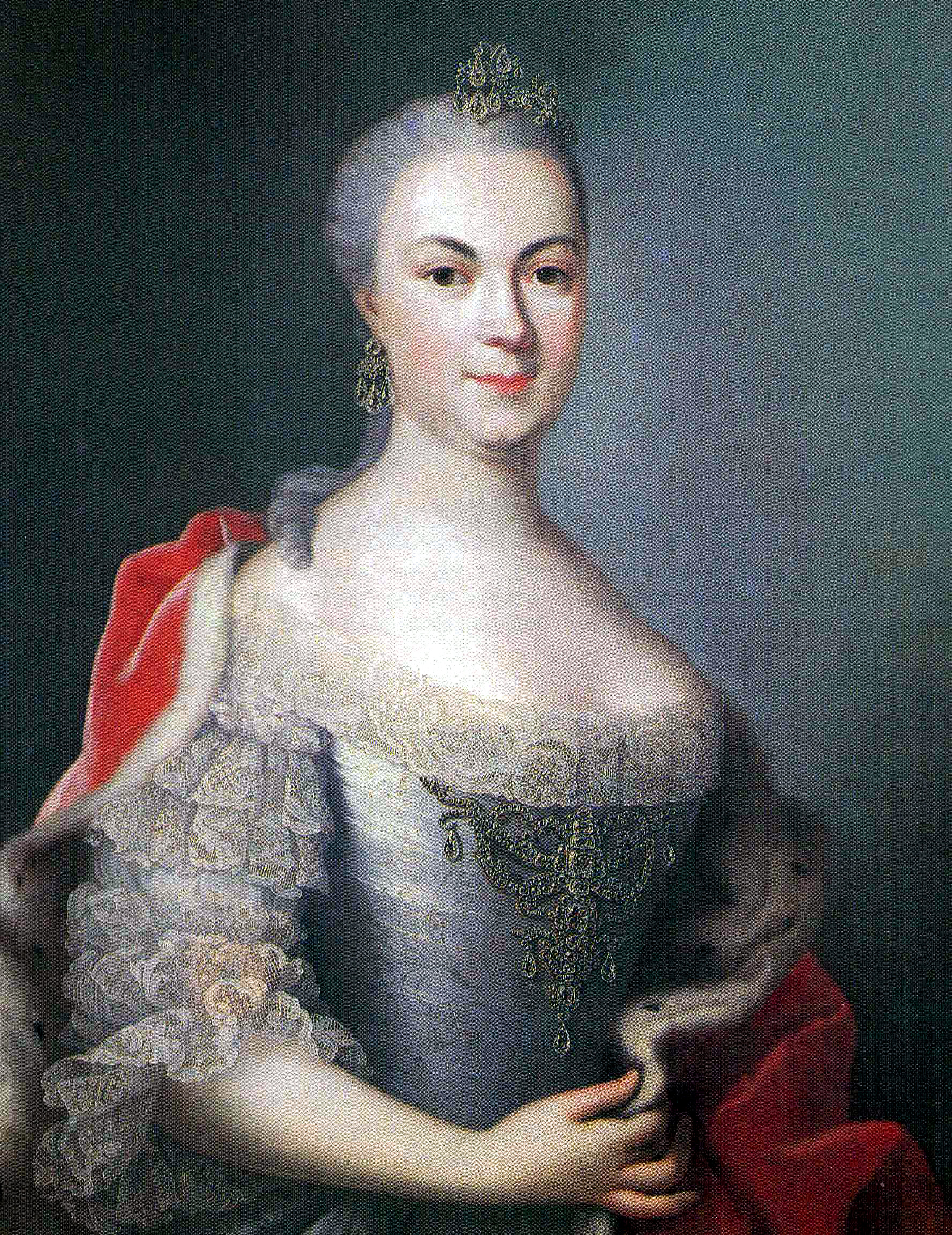
Marie Luise Albertine von Hessen-Darmstadt auf einem Gemälde um 1753

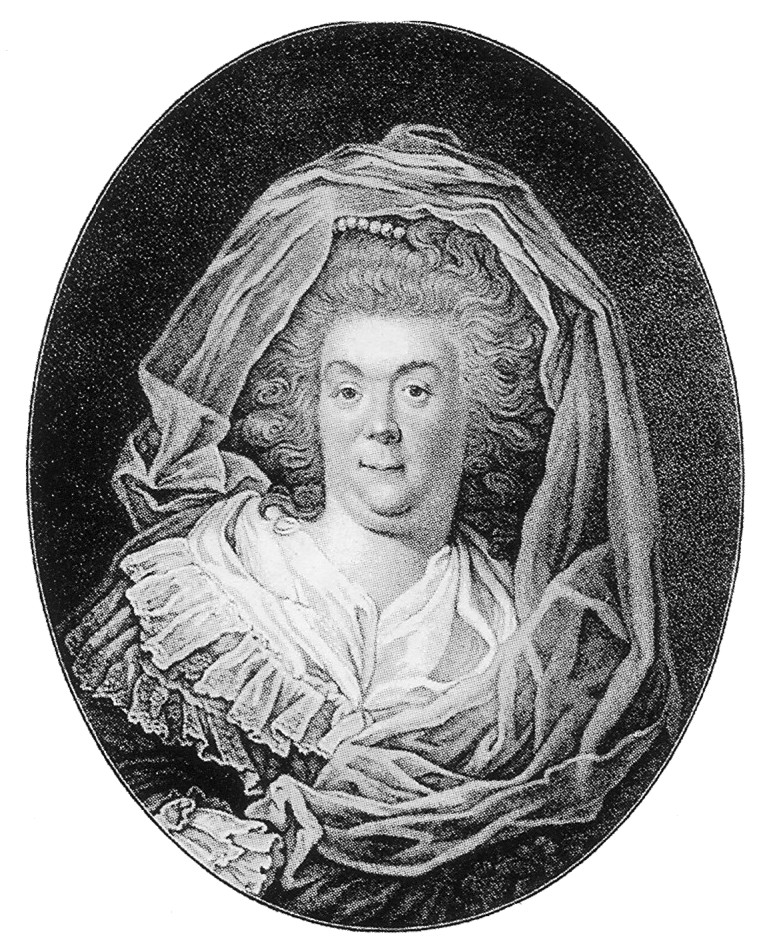
Prinzessin George (um 1790)

Maria Luise Albertine von Leiningen-Dagsburg-Falkenburg (* 16. März 1729 in Heidesheim (Pfalz); † 11. März 1818 in Neustrelitz), genannt Prinzessin George, war Erbin der Herrschaft Broich und durch Heirat Prinzessin von Hessen-Darmstadt. Sie war die Großmutter und Erzieherin der späteren preußischen Königin Luise.

## Leben
Maria Luise Albertine wurde auf Schloss Heidesheim als Tochter des Grafen Christian Karl Reinhard von Leiningen-Dagsburg (1695–1766) und seiner Gemahlin, Gräfin Katharina Polyxena von Solms-Rödelheim (1702–1765) geboren. Beim Tode ihres Vaters erbte sie die Herrschaft Broich und begann mit dem Baumeister Nicolas de Pigage die Restauration und den Ausbau des Schlosses Broich. 1806 wurde die Herrschaft durch Napoleon aufgelöst und 1815 von Preußen annektiert.
Sie heiratete am 16. März 1748 in Heidesheim Prinz Georg Wilhelm von Hessen-Darmstadt, den Bruder des regierenden Landgrafen Ludwig IX. von Hessen-Darmstadt. Da Ludwig IX. sich beinahe ausschließlich in Pirmasens aufhielt, oblag ihr nach dem Tode von dessen Frau 1774 die Repräsentation des Landes in der Residenz in Darmstadt.
Ihre Töchter Friederike und Charlotte waren als erste und zweite Ehefrau des Prinzen Karl von Mecklenburg-Strelitz im Kindbett gestorben. Karl beendete daraufhin seinen Dienst als Gouverneur in Hannover und zog mit den Kindern zu seiner Schwiegermutter nach Darmstadt. Prinzessin George war seit 1782 verwitwet und übernahm die Aufgabe der Erziehung und Betreuung der Kinder.
Lediglich Charlotte machte diesen Umzug nicht mit. Sie war 16-jährig an den Herzog von Sachsen-Hildburghausen vermählt worden. Der Vater hielt sich mit seinen beiden Söhnen häufig bei seiner ältesten Tochter in Hildburghausen auf und siedelte 1787, nachdem er Präsident der dortigen kaiserlichen Debitkommission geworden war, ganz dahin um. So kümmerte sich Maria Luise mit bodenständigen Erziehungsmethoden vornehmlich um Luise und ihre Schwestern Therese und Friederike, denen sie im Darmstädter „Alten Palais“ am Markt ein geborgenes und weitgehend ungezwungenes Zuhause bot.
1790 reiste sie mit Luise, Friederike und Georg zu Kaiserkrönung Leopolds II. nach Frankfurt am Main und wohnte hier bei Catharina Elisabeth Goethe. Eine Bildungsreise nach Holland schloss sich 1791 an. 1792 floh sie mit den Kindern vor der heranrückenden französischen Armee aus Darmstadt nach Hildburghausen zu ihrer Enkeltochter Charlotte, wo sie bis März 1793 blieb. Auf der Rückreise nach Darmstadt reiste sie über Frankfurt, wo ein erstes Treffen von Luise mit ihrem zukünftigen Ehemann Friedrich Wilhelm arrangiert worden war. 1793 begleitete sie Luise und Friederike zu deren Hochzeit nach Berlin. Die letzten Lebensjahre verbrachte sie am Hof des Schwiegersohnes, Karl II., in Neustrelitz und fand ihre letzte Ruhe in der Fürstengruft des Hauses Mecklenburg-Strelitz in Mirow.
Maria Luise, in Darmstadt „Prinzessin Schorsch“ genannt, wird als prachtvolle Person beschrieben, warmherzig, immerzu fröhlich und grundsätzlich Pfälzer Dialekt redend. Die Bürgernähe und Herzlichkeit hat sie als Ersatzmutter während der prägenden Jahre ihrer Enkelinnen an diese weitergegeben.

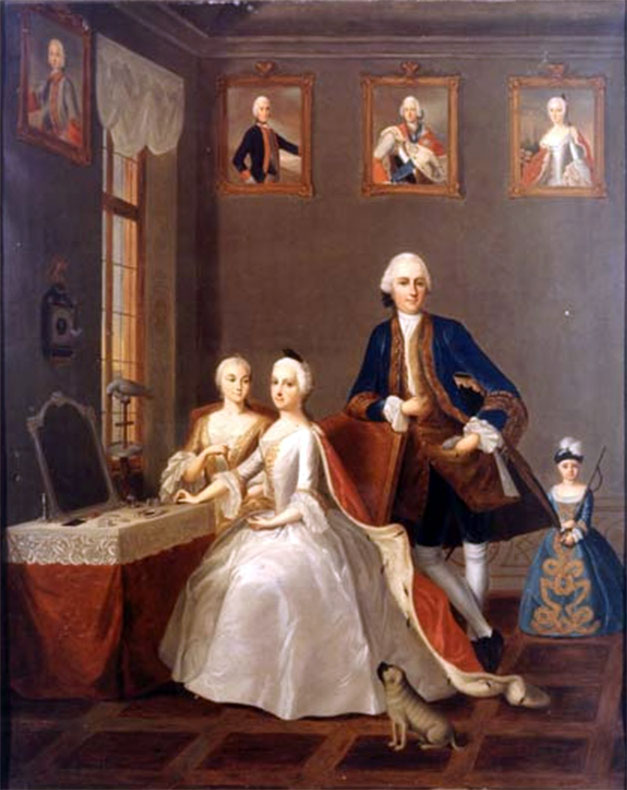
Prinz Georg Wilhelm von Hessen-Darmstadt mit seiner Familie

## Nachkommen
- Ludwig Georg Karl (1749–1823)
⚭ (morganatisch) 1788 Friederike Schmidt, „Freifrau von Hessenheim“ (1751–1803)
- Georg Friedrich (1750–1750)
- Friederike Caroline Luise (1752–1782)
 ⚭ 1768 Prinz Karl von Mecklenburg-Strelitz
- Georg Karl (1754–1830)
- Charlotte Wilhelmine Christiane Marie (1755–1785)
⚭ 1784 Prinz Karl von Mecklenburg-Strelitz
- Karl Wilhelm Georg (1757–1797)
- Friedrich Georg August (1759–1808)
⚭ (morganatisch) 1788 Karoline Luise Salome Seitz, „Frau von Friedrich“ (1768–1812)
- Luise Henriette Karoline (1761–1829)
⚭ 1777 Landgraf Ludwig X. von Hessen-Darmstadt, als Ludwig I. Großherzog von Hessen und bei Rhein 1806 (1753–1830)
- Auguste Wilhelmine Maria (1765–1796)
⚭ 1785 Maximilian I., nachmaliger König von Bayern